# Soulier d'or belge 1954
Le Soulier d'or 1954 est un trophée individuel, récompensant le meilleur joueur du championnat de Belgique sur l'ensemble de l'année 1954. Ceci comprend donc à deux demi-saisons, la fin de la saison 1953-1954, de janvier à juin, et le début de la saison 1954-1955, de juillet à décembre.

## Lauréat
Il s'agit de la première édition du trophée, remporté avec une large avance par l'attaquant du Beerschot Rik Coppens. Il devance son dauphin, le buteur du Sporting d'Anderlecht Jef Mermans, de 115 points, et totalise à lui seul plus de points que ses quatre poursuivants. Quelques mois après avoir remporté le Soulier d'or, il devient pour la troisième et dernière fois meilleur buteur du championnat de Belgique.

## Top 5
| Place | Joueur      | Nationalité | Club(s)        | Points |
| ----- | ----------- | ----------- | -------------- | ------ |
| 1.    | Rik Coppens |             | Beerschot      | 203    |
| 2.    | Jef Mermans |             | RSC Anderlecht | 88     |
| 3.    | Louis Carré |             | RFC Liège      | 66     |
| 4.    | Victor Mees |             | Antwerp        | 21     |
| 5.    | Henri Meert |             | RSC Anderlecht | 20     |